# Balaklava
Balaklava (ukrajinsko Балаклáва, latinizirano: Balakláva, rusko Балаклáва, latinizirano: Balakláva, tatarsko Balıqlava, grško Σύμβολον, latinizirano: Sýmbolon) je naselje na Krimskem polotoku in del mesta Sevastopol. Je upravno središče Balaklavskega rajona, del Sevastopola, mesta s posebnim statusom. Leta 2014 je imela Balaklava 18.649 prebivalcev.

## Zgodovina
Balaklava je v svoji zgodovini večkrat zamenjala lastnika. Naselje na današnji lokaciji so pod imenom Simbolon ustanovili stari Grki, za katere je bilo pomembno trgovsko mesto. 
V srednjem veku je bila pod oblastjo Bizantinskega cesarstva in nato Genovske republike, ki jo je osvojila leta 1365. Bizantinci so mesto imenovali Jamboli, Genovežani pa Cembalo. Genovežani so v Sredozemlju in Črnem morju zgradili velik trgovski imperij tako, da so v Vzhodni Evropi kupovali sužnje in jih preko Krima prodajali v Egipt. V tej donosni trgovini so jim konkurirali Benečani. 
Ruševine genovske trdnjave, zgrajene na vrhu visoke pečine, so priljubljena turistična zanimivost in so nedavno postale prizorišče srednjeveškega festivala. Trdnjava je tema Mickiewiczeve predzadnje pesmi v njegovem ciklu Krimski soneti iz leta 1826. 
Leta 1475 je Cembalo osvojilo Osmansko cesarstvo in jo preimenovalo v Balyk-Yuva (Ribje gnezdo). Ime se je nato pretvorilo v Balaklavo.
Med rusko-turško vojno 1768-1774 so ruske čete leta 1771 vdrle na Krim. Trinajst let pozneje je bil Krim dokončno priključen k Ruskemu imperiju. Po priključitvi so krimsko tatarsko in turško prebivalstvo nasilno zamenjali s pravoslavnimi Grki z egejskih otokov. 
Mesto je postalo znano po bitki pri Balaklavi med krimsko vojno zahvaljujoč samomorilnemu napadu brigade britanske lahke konjenice. Brigado so zaradi nesporazuma poslali v dolino, ki so jo s treh strani močno držali Rusi. V napadu je bilo ubitih ali ranjenih okoli 250 mož in izgubljenih več kor 400 konj, kar je za dve tretjini zmanjšalo moč brigade. Lord Alfred Tennyson je bitko ovekovečil v pesnitvi Napad lahke brigade. 
Leta 1954 je Balaklava skupaj s celotnim Krimom prešla iz Ruske SSR v Ukrajinsko SSR. Leta 1957 jo je ukrajinska sovjetska vlada uradno vključila v Sevastopol, s čimer je izgubila status mesta. Leta 1991 je postala del neodvisne Ukrajine. 
Leta 2014 je Rusija okupirala Krimski polotok in izvedla mednarodno nepriznan referendum, po katerem je Krim (vključno z Balaklavo) anektirala. Leta 2019 so ruske oblasti Balaklavi podelile status mesta znotraj Sevastopola.

## Podzemna podmorniška baza
Eden od spomenikov iz sovjetskega obdobja je tajna podzemna podmorniška baza, ki je delovala do leta 1993. Baza naj bi bila tako rekoč neuničljiva in zasnovana tako, da preživi neposredni atomski udar. V tistem obdobju je bila Balaklava eno najbolj skrivnih stanovanjskih območij v Sovjetski zvezi. Skoraj celotno prebivalstvo Balaklave je nekoč delalo v podmorniški bazi. Obiski celo družinskih članov v Balaklavi niso bili mogoči brez dobrega razloga in ustreznega  dovoljenja. Baza je po razpadu Sovjetske zveze leta 1991 delovala do leta 1993, ko se je začel postopek razgradnje. V tem procesu so bile odstranjene bojne glave in torpedi majhne moči. Leta 1996 je zapustila bazo zadnja ruska podmornica. Baza je bila takrat odprta za javnost kot Pomorski muzejski kompleks Balaklava.